# تی‌وی ۸/۵
تی‌وی ۸/۵ (به ترکی استانبولی: TV8,5)، یک شبکه تلویزیونی سرگرمی در ترکیه است که بیشتر برنامه‌های پخش‌شده در تی‌وی ۸ شبکه اصلی گروه رسانه‌ای آجون مدیا را بازپخش می‌کتد.
از نیمه شب ۷ اکتبر ۲۰۱۶ پخش کانال با بازپخش بازی فوتبال بین تیم ملی فوتبال ترکیه با اوکراین فعالیت شبکه آغاز شد
در ۳ مارس ۲۰۱۷، کانال پخش HD را آغاز کرد.